# 21400 Ahdout
A 21400 Ahdout (ideiglenes jelöléssel 1998 FM57) a Naprendszer kisbolygóövében található aszteroida. A LINEAR projekt keretében fedezték fel 1998. március 20-án.